# پیرس (ویرجینیای غربی)
پیرس (به انگلیسی: Pierce) یک منطقهٔ مسکونی در ایالات متحده آمریکا است که در شهرستان توکر، ویرجینیای غربی واقع شده‌است. پیرس ۹۱۴٫۱۱ متر بالاتر از سطح دریا واقع شده‌است.